# Coenagrion holdereri
Coenagrion holdereri är en trollsländeart som först beskrevs av W. Foerster 1900.  Coenagrion holdereri ingår i släktet blå flicksländor, och familjen sommarflicksländor. Inga underarter finns listade i Catalogue of Life.